# Ostträsket (naturreservat)
Ostträsket är ett naturreservat i Skellefteå kommun i Västerbottens län.
Området är naturskyddat sedan 1972 och är 502 hektar stort. Reservatet omfattar sjön Ostträsket med omgivande våtmarker, sumpskogar och sankängar.